# رومالد رومان
رومالد رومان (بالبولندية: Romuald Roman)‏ هو كاتب بولندي، ولد في 12 يوليو 1949 في نوفي سونتس في بولندا.